# Ariake Tennis Park

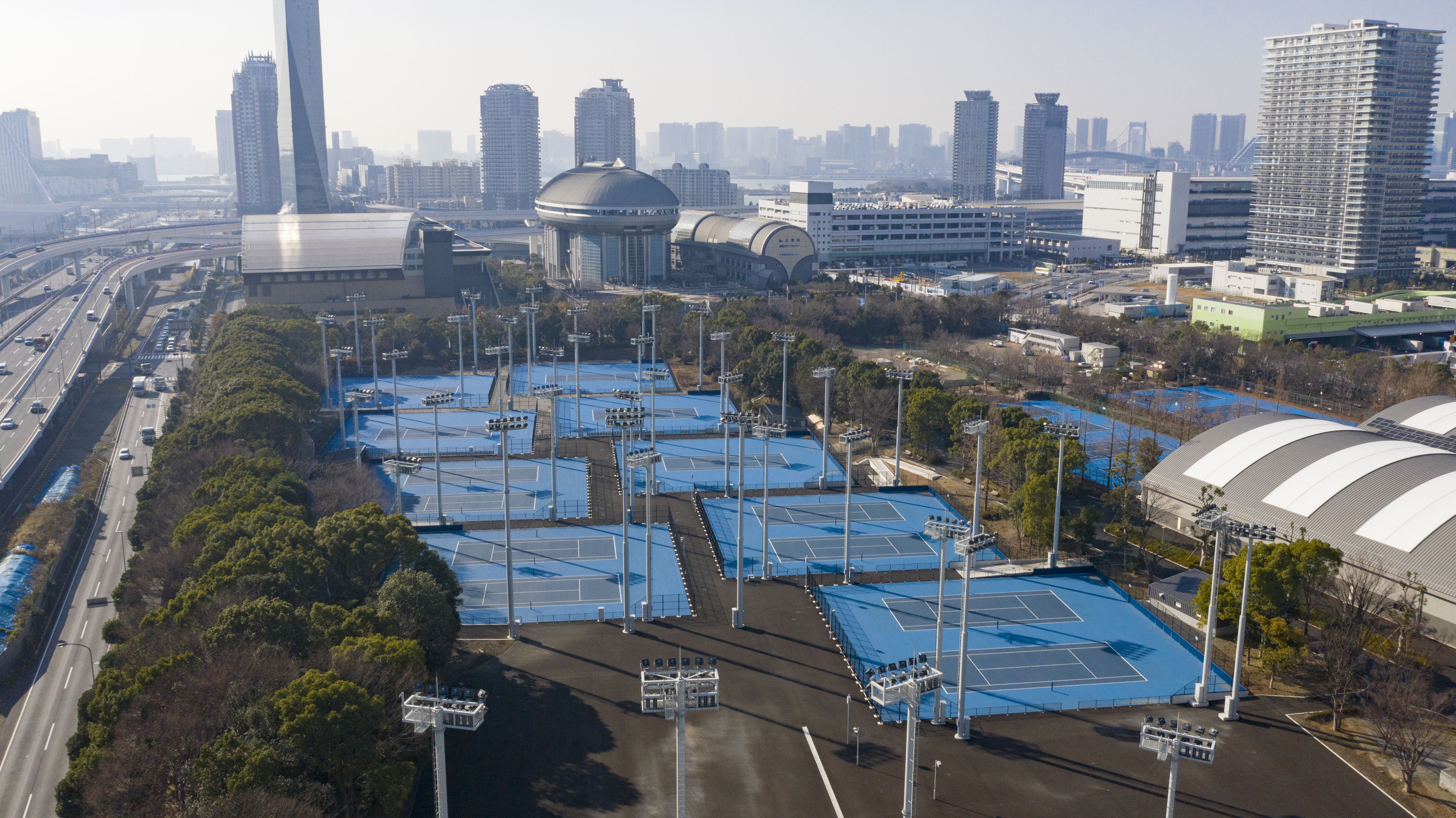
Ariake Tennis Park

Ariake Tennis Park (jap. 有明テニスの森公園) – kompleks tenisowy w Tokio, stolicy Japonii. Został otwarty 14 maja 1983 roku. Na kompleks składa się 48 kortów, 32 o nawierzchni twardej (na nich rozgrywane są zawody) i 16 o nawierzchni z trawy syntetycznej. Rolę kortu głównego pełni otwarte 4 kwietnia 1987 roku Ariake Coliseum, wyposażone w ruchome zadaszenie i trybuny o pojemności 10 000 widzów. Drugi co do wielkości obiekt kompleksu („Court 1”) posiada częściowo zadaszone trybuny o pojemności 5000 widzów. Na Ariake Tennis Park rozgrywany jest m.in. coroczny turniej tenisowy Japan Open. Kompleks będzie również gościć zawody tenisowe podczas Letnich Igrzysk Olimpijskich 2020, a także rozgrywki tenisa na wózkach na Letnich Igrzyskach Paraolimpijskich 2020.